# Tourtour
Tourtour é uma comuna francesa na região administrativa da Provença-Alpes-Costa Azul, no departamento de Var. Estende-se por uma área de 28.69 km². Em 2010 a comuna tinha 598 habitantes (densidade: 20,8 hab./km²).5 hab/km².
Pertence à rede das As mais belas aldeias de França.